# Kamikaze Teatro
Kamikaze Teatro es un proyecto coral que surge en 2016 capitaneado por Miguel del Arco e Israel Elejalde, en la dirección artística, y Aitor Tejada y Jordi Buxó a la cabeza de su gestión. Para llevar a cabo este proyecto, la compañía Kamikaze Teatro reabrió el Teatro Pavón de Madrid y lo denominó El Pavón Teatro Kamikaze.

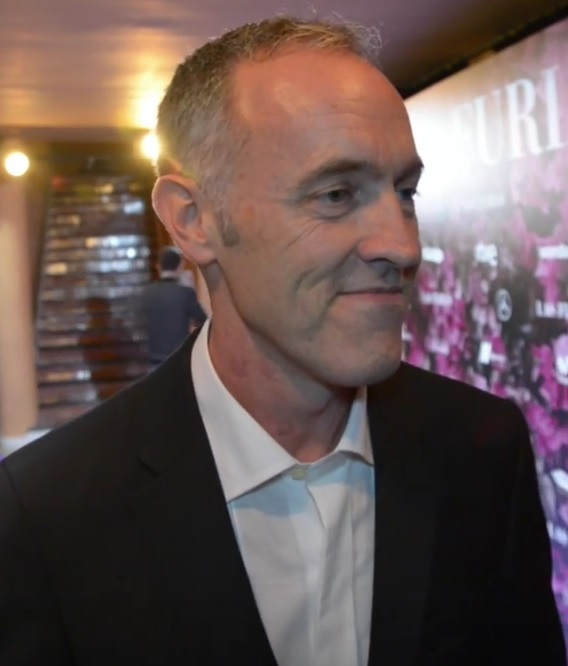
Miguel del Arco, en la imagen, fundó este proyecto junto a Israel Elejalde, Aitor Tejada y Jordi Buxó.

Bajo el lema “Un teatro más allá de la función”, el Pavón Teatro Kamikaze fue un espacio de entretenimiento y reflexión por el que pasaron diversos montajes teatrales, como La función por hacer, Juicio a una zorra, Misántropo, Antígona o Hamlet, todos ellos con la dirección y versión de Miguel del Arco. En 2017, Kamikaze Teatro obtuvo el Premio Nacional de Teatro, que otorga el Ministerio de Educación, Cultura y Deporte del Gobierno de España a través del INAEM.
Finalmente, el Pavón Teatro Kamikaze cerró sus puertas el 31 de enero de 2021, tras varios meses sin pagar el alquiler del teatro por la pandemia COVID-19. Sin embargo, Kamikaze Teatro continuó su labor artística fuera de este recinto teatral.[cita requerida]
Entre sus producciones, se encuentran algunos otros títulos como Los farsantes, Finlandia, Vania x Vania, Jauría o La Patética. También han realizado algunos trabajos de cine y televisión, como la película Las Furias.

## Reconocimiento
- Premio Nacional de Teatro 2017